# TDF-1
O TDF-1 foi um satélite de comunicação geoestacionário francês construído pela Aérospatiale, ele esteve localizado na posição orbital de 19 graus de longitude oeste e era operado pela Télédiffusion de France. O satélite foi baseado na plataforma Spacebus 300 e sua expectativa de vida útil era de 8 anos. O mesmo saiu de serviço em outubro de 1996 e foi transferido para uma órbita cemitério.

## História
Um acordo franco-alemão foi feito em 1980 para desenvolver sistemas de satélite de transmissão direta compatíveis, o que levou à criação da série de satélites franceses TDF (Télédiffusion de France) que foram lançados em 1988 e 1990. As especificações técnicas do TDF também são praticamente idênticos aos da série alemã TV-Sat, e ambos os satélites partilharam o mesmo local geoestacionário perto de 19 graus de longitude oeste.
Com base na satélite Spacebus 300 da Aérospatiale, os satélites TDF tinham dimensões de 1,6 m por 2,4 m por 7,1 m e uma massa de carga útil de 250 kg. Os painéis solares abrangiam 19,3 m e fornecia 4,3 kW no início da vida. Ambas as sondas transportava cinco transponders, de alta potência (230 W) de 18/12 GHz e foram colocados na posição orbital de 19 graus de longitude oeste.
O Transponder 1 foi destruído por um vazamento de propulsor.

## Lançamento
O satélite foi lançado com sucesso ao espaço no dia 28 de outubro de 1988, por meio de um veículo Ariane 2, lançado a partir do Centro Espacial de Kourou, na Guiana Francesa. Ele tinha uma massa de lançamento de 2.136 kg.

## Capacidade e cobertura
O TDF-1 era equipado com 5 (mais 1 de reserva) transponders em banda Ku que prestavam serviços telecomunicações à França.